# Schiffer Adolf
Schiffer Adolf (Apatin, 1873. augusztus 14. – Budapest, Terézváros, 1950. május 13.) zsidó származású cseh gordonkaművész, gordonkatanár, Schiffer Artúr festő testvére.

## Élete
Schiffer Sámuel és Fischer Terézia fia. Kezdetben könyvelőként dolgozott, eközben pedig gordonkázni tanult. Elég pénzt gyűjtött, hogy beiratkozhasson a Liszt Ferenc Zeneakadémiára, ahol a kiváló gordonkaművész és tanár Popper Dávid tanította, aki később pártfogásába vette.  Schiffer Popper asszisztenseként működött, és Popper visszavonulása után ő vette át oktatói helyét, amelyet saját visszavonulásáig, 1939-ig betöltött. Legismertebb tanítványa Starker János volt, aki egyben legutolsó is volt, ám Schiffer visszavonulása után is órákat vett tőle. Schiffer tanítványa volt Ábrahám Pál operett- és filmzeneszerző, Dénes Vera, Machula Tibor, Rejtő Gábor, Seiber Mátyás és Varga László.
Tanítási módszereiről írván Starker megjegyezte, hogy "nem használt módszert. Matériát adott, zenei hibákat korrigált, töredékeket játszott, hogy tisztázza javaslatait, és kifigurázta a nem természetes, zenéhez nem illő mozgásokat."
1920. március 24-én Budapesten házasságot kötött a nála nyolc évvel fiatalabb Fehér Erzsébettel, Fehér Dániel és Mányoki Róza lányával.
Alapítója volt a Kemény-Schiffer Vonósnégyesnek.

## Fő műve
- A gordonkajáték metodikája (bev. Starker János, szerk. Pásztor Ákos; Athenaeum 2000 kiadó, Budapest, 2001)[9]

## Fordítás
- Ez a szócikk részben vagy egészben  az   Adolf Schiffer című angol Wikipédia-szócikk fordításán alapul.  Az eredeti cikk szerkesztőit annak laptörténete sorolja fel. Ez a jelzés csupán a megfogalmazás eredetét és a szerzői jogokat jelzi, nem szolgál a cikkben szereplő információk forrásmegjelöléseként.